# Marvin Hagler
Marvin Nathaniel Hagler (Newark, Nueva Jersey, 23 de mayo de 1954-Bartlett, Nueva Hampshire, 13 de marzo de 2021) fue un boxeador estadounidense que llegó a campeón mundial de peso mediano. Finalizó su carrera con un récord de 62-3-2, con 52 KO y nunca fue noqueado.
Ganó el título mundial ante el inglés Alan Minter el 27 de septiembre de 1980. Defendió su corona frente a importantes campeones mundiales como Vito Antuofermo y Fulgencio Obelmejías (ambos fueron con más de cincuenta victorias y 7 y 5 derrotas, respectivamente). El 15 de abril de 1985, Hagler y Thomas Hearns se enfrentaron en una pelea promocionada como "La Guerra". Hagler ganó por nocaut en el tercer asalto. En 1987 peleó con Sugar Ray Leonard y perdió por puntos en una decisión muy apretada y que se discute hasta el día de hoy, ya que muchos vieron ganar a Hagler. El ex campeón mediano Carlos Monzón y los empresarios del boxeo Tito Lectoure y Don King, coincidieron en llamar a aquella última pelea de Marvin " El robo del siglo", ya que toda la afición y la mayoría de la crítica deportiva, habían visto ganador a Hagler. Se especulaba que el resultado había sido manipulado, en virtud de que Hagler ya no era "negocio" para el boxeo, luego de casi una década de triunfos y falta de adversarios de su nivel, y que Leonard traería aires nuevos y mejores recaudaciones para los organizadores. Lo sucedido con Ray Sugar a posterior, ratifica esta especulación; la categoría recuperó audiencia y las bolsas comenzaron a crecer con un campeón más hablador y marketinero.

## Inicios y carrera amateur
Hagler creció en la zona de Central Ward Newark, Nueva Jersey. Durante el verano de 1967, cuando tenía 13 años, ocurrieron graves disturbios en Newark que se centraron en su barrio. Unas 26 personas murieron y hubo millones de pérdidas materiales, que incluyeron la destrucción del bloque de viviendas en el que residía su familia. Tras los disturbios, los Hagler se mudaron a Brockton, Massachusetts donde el joven Marvin pronto empezó a boxear, entrenándose en el gimnasio de los hermanos Petronelli en 1969. En 1973, se convirtió en el campeón nacional de la categoría 165 libras de la AAU, al derrotar a Terry Dobbs de Atlanta. Fue designado como el boxeador más destacado del campeonato, al haber ganado cuatro peleas, dos de ellas por nocaut.

## Carrera profesional
La pelea ante Tommy Hearns en 1985 es considerada como una de las más salvajes, duras y apasionantes de todos los tiempos. Ha pasado a la historia con el calificativo de "The War” (la guerra) y lo único que puede decirse en su contra es que acabó demasiado pronto: Marvin mandó a la lona a Hearns en el tercer asalto tras una portentosa exhibición de jabs de peso pesado y piernas de gallo, un momento memorable en la historia del deporte. Por este combate cobró una bolsa de 5,6 millones de dólares.
Con los años, Roberto Durán y Sugar Ray Leonard, ganaron el peso necesario para retarlo en la categoría de los pesos medios. Roberto Durán lo hizo en 1983. Fiel a su estilo agresivo y tenaz, fue el primer rival que resistió los 15 asaltos a Marvin en sus defensas del título y fue el ganador virtual del combate hasta el asalto 12. A partir de ahí, el corazón y la inteligencia táctica del campeón consiguieron darle la vuelta a la pelea.
El enfrentamiento con Sugar Ray Leonard en 1987 tuvo, sin embargo, un desenlace muy diferente, pues Leonard nunca había competido como peso medio y llevaba casi cuatro años de retiro, de modo que planteó una pelea muy táctica, muy huidiza, pero en donde le salió de todo. Sabía que tenía pocas opciones con Hagler si le dejaba desplegar toda su técnica y explosividad, por lo que decidió jugar al desgaste y al escape y peleó muy bien. Aunque la decisión de darle como ganador a los puntos sigue siendo muy discutida por aficionados y especialistas muchos años después, Leonard despojó a Marvin "Marvelous" Hagler de su corona de los pesos medios tras siete años de magisterio. Hagler nunca quiso revancha. Se fue con su mujer italiana a Palermo y nunca volvió a combatir.
Marvin Hagler entró al Salón Internacional de la Fama del Boxeo en 1993 y es considerado uno de los mejores boxeadores de la historia.

### Muerte
Marvin Hagler falleció el 13 de marzo de 2021, a los 66 años, en su casa de New Hampshire (Estados Unidos). Fue uno de los 'cuatro fantásticos', y será recordado como uno de los mejores peso medio de la historia de este deporte.

## Récord Profesional
| 62 Victorias (52 Knockouts), 3 Derrotas, 2 Empates |        |                         |      |                |            |                                                         |                                                                                |
| Res.                                               | Record | Rival                   | Tipo | Rd., Tiempo    | Día        | Lugar                                                   | Notas                                                                          |
| Derrota                                            | 62-3-2 | Sugar Ray Leonard       | SD   | 12             | 1987-04-06 | Caesars Palace, Las Vegas, Nevada                       | Pierde títulos The Ring, CMB peso mediano.Elegida pelea del año.               |
| Victoria                                           | 62-2-2 | John Mugabi             | KO   | 11 (12), 1:29  | 1986-03-10 | Caesars Palace, Las Vegas, Nevada                       | Retiene títulos The Ring, CMB, AMB y FIB peso mediano .                        |
| Victoria                                           | 61-2-2 | Thomas Hearns           | TKO  | 3 (12), 1:52   | 1985-04-15 | Caesars Palace, Las Vegas, Nevada                       | Retiene títulos The Ring, CMB, AMB y FIB peso mediano . Elegida pelea del año. |
| Victoria                                           | 60-2-2 | Mustafa Hamsho          | TKO  | 3 (15), 2:31   | 1984-10-19 | Madison Square Garden, New York, New York               | Retiene títulos The Ring, CMB, AMB y FIB peso mediano .                        |
| Victoria                                           | 59-2-2 | Juan Roldán             | TKO  | 10 (12), 0:39  | 1984-03-30 | The Riviera Hotel & Casino, Las Vegas, Nevada           | Retiene títulos The Ring, CMB, AMB y FIB peso mediano .                        |
| Victoria                                           | 58-2-2 | Roberto Durán           | UD   | 15             | 1983-11-10 | Caesars Palace, Las Vegas, Nevada                       | Retiene títulos The Ring, CMB, AMB y FIB peso mediano .                        |
| Victoria                                           | 57-2-2 | Wilford Scypion         | KO   | 4 (15), 2:47   | 1983-05-27 | Providence Civic Center, Providence, Rhode Island       | Retiene título The Ring y gana título vacante FIB peso mediano.                |
| Victoria                                           | 56-2-2 | Tony Sibson             | TKO  | 6 (15), 2:40   | 1983-02-11 | Centrum, Worcester, Massachusetts                       | Retiene títulos The Ring, CMB y AMB Peso mediano.                              |
| Victoria                                           | 55-2-2 | Fulgencio Obelmejías    | TKO  | 5 (15), 2:35   | 1982-10-30 | Teatro Ariston, San Remo, Liguria                       | Retiene títulos The Ring, CMB y AMB Peso mediano.                              |
| Victoria                                           | 54-2-2 | William Lee             | TKO  | 1 (15), 1:07   | 1982-03-07 | Bally's Casino, Atlantic City, Nueva Jersey             | Retiene títulos The Ring, CMB y AMB Peso mediano.                              |
| Victoria                                           | 54-2-2 | Mustafa Hamsho          | TKO  | 11 (15), 2:09  | 1981-10-03 | Rosemont Horizon, Rosemont, Illinois                    | Retiene títulos The Ring, CMB y AMB Peso mediano.                              |
| Victoria                                           | 53-2-2 | Vito Antuofermo         | RTD  | 4 (15)         | 1981-06-13 | Boston Garden, Boston, Massachusetts                    | Retiene títulos The Ring, CMB y AMB Peso mediano.                              |
| Victoria                                           | 52-2-2 | Fulgencio Obelmejías    | TKO  | 8 (15), 0:20   | 1981-01-17 | Boston Garden, Boston, Massachusetts                    | Retiene títulos The Ring, CMB y AMB Peso mediano.                              |
| Victoria                                           | 51-2-2 | Alan Minter             | TKO  | 3 (15), 1:45   | 1980-09-27 | Wembley Arena, Wembley, London                          | Gana títulos The Ring, CMB y AMB Peso mediano.                                 |
| Victoria                                           | 50-2-2 | Marcos Geraldo          | UD   | 10             | 1980-05-17 | Caesars Palace, Las Vegas, Nevada                       |                                                                                |
| Victoria                                           | 49-2-2 | Bobby Watts             | TKO  | 2 (10)         | 1980-04-19 | Cumberland County Civic Center, Portland, Maine         |                                                                                |
| Victoria                                           | 48-2-2 | Loucif Hamani           | KO   | 2 (10), 1:42   | 1980-02-16 | Cumberland County Civic Center, Portland, Maine         |                                                                                |
| Empate                                             | 47-2-2 | Vito Antuofermo         | PTS  | 15             | 1979-11-30 | Caesars Palace, Las Vegas, Nevada                       | Pelea por títulos The Ring, CMB y AMB Peso mediano                             |
| Victoria                                           | 46-2-1 | Norberto Rufino Cabrera | RTD  | 8 (10)         | 1979-06-30 | Esplanade de Fontvieille, Monte Carlo                   |                                                                                |
| Victoria                                           | 45-2-1 | Jamie Thomas            | TKO  | 3 (10)         | 1979-05-26 | Cumberland County Civic Center, Portland, Maine         |                                                                                |
| Victoria                                           | 44-2-1 | Bob Patterson           | TKO  | 3 (10)         | 1979-03-12 | Providence Civic Center, Providence, Rhode Island       |                                                                                |
| Victoria                                           | 43-2-1 | Sugar Ray Seales        | TKO  | 1 (10), 1:26   | 1979-02-03 | Boston Garden, Boston, Massachusetts                    |                                                                                |
| Victoria                                           | 42-2-1 | Willie Warren           | TKO  | 7 (10)         | 1978-11-11 | Boston Garden, Boston, Massachusetts                    |                                                                                |
| Victoria                                           | 41-2-1 | Bennie Briscoe          | UD   | 10             | 1978-08-24 | The Spectrum, Filadelfia (Pensilvania)                  |                                                                                |
| Victoria                                           | 40-2-1 | Kevin Finnegan          | TKO  | 7 (10)         | 1978-05-13 | Boston Garden, Boston, Massachusetts                    |                                                                                |
| Victoria                                           | 39-2-1 | Doug Demmings           | TKO  | 8 (10)         | 1978-04-07 | Grand Olympic Auditorium, Los Ángeles, California       |                                                                                |
| Victoria                                           | 38-2-1 | Kevin Finnegan          | TKO  | 9 (10)         | 1978-03-04 | Boston Garden, Boston, Massachusetts                    |                                                                                |
| Victoria                                           | 37-2-1 | Mike Colbert            | TKO  | 12 (15)        | 1977-11-26 | Boston Garden, Boston, Massachusetts                    | Gana título vacante de Massachusetts peso mediano .                            |
| Victoria                                           | 36-2-1 | Jim Henry               | UD   | 10)            | 1977-10-15 | Marvel Gymnasium, Providence, Rhode Island              |                                                                                |
| Victoria                                           | 35-2-1 | Ray Phillips            | TKO  | 7 (10), 1:11)  | 1977-09-24 | Boston Garden, Boston, Massachusetts                    |                                                                                |
| Victoria                                           | 34-2-1 | Willie Monroe           | TKO  | 2 (10), 1:46)  | 1977-08-23 | The Spectrum, Filadelfia (Pensilvania)                  | Gana título norteamericano vacante Peso mediano .                              |
| Victoria                                           | 33-2-1 | Roy Jones               | TKO  | 3 (10), 2:10)  | 1977-06-10 | Hartford Civic Center, Hartford, Connecticut            |                                                                                |
| Victoria                                           | 32-2-1 | Reggie Ford             | KO   | 3 (10), 2:14)  | 1977-03-16 | Boston Arena, Boston, Massachusetts                     |                                                                                |
| Victoria                                           | 31-2-1 | Willie Monroe           | TKO  | 12 (12), 1:20) | 1977-02-15 | Hynes Auditorium, Boston, Massachusetts                 |                                                                                |
| Victoria                                           | 30-2-1 | George Davis            | TKO  | 6 (10), 2:56)  | 1976-12-21 | Hynes Auditorium, Boston, Massachusetts                 |                                                                                |
| Victoria                                           | 29-2-1 | Eugene Hart             | RTD  | 8 (10)         | 1976-09-14 | The Spectrum, Filadelfia (Pensilvania)                  |                                                                                |
| Victoria                                           | 28-2-1 | DC Walker               | TKO  | 6 (10)         | 1976-08-03 | Arena, North Providence, Rhode Island                   |                                                                                |
| Victoria                                           | 27-2-1 | Bob Smith               | TKO  | 5 (10), 2:05   | 1976-06-02 | Roseland Ballroom, Taunton, Massachusetts               |                                                                                |
| Derrota                                            | 26-2-1 | Willie Monroe           | UD   | 10             | 1976-03-09 | The Spectrum, Filadelfia (Pensilvania)                  |                                                                                |
| Victoria                                           | 26-1-1 | Matt Donovan            | TKO  | 2 (10), 2:40   | 1976-02-07 | Boston Arena, Boston, Massachusetts                     |                                                                                |
| Derrota                                            | 25-1-1 | Bobby Watts             | MD   | 10             | 1976-01-13 | The Spectrum, Filadelfia (Pensilvania)                  |                                                                                |
| Victoria                                           | 25-0-1 | Johnny Baldwin          | UD   | 10             | 1975-12-20 | Hynes Auditorium, Boston, Massachusetts                 |                                                                                |
| Victoria                                           | 24-0-1 | Lamont Lovelady         | TKO  | 7 (10)         | 1975-09-30 | Boston Garden, Boston, Massachusetts                    |                                                                                |
| Victoria                                           | 23-0-1 | Jesse Bender            | KO   | 1 (10), 1:38   | 1975-08-07 | Exposition Building, Portland, Maine                    |                                                                                |
| Victoria                                           | 22-0-1 | Jimmy Owens             | DQ   | 6 (10)         | 1975-05-24 | Brockton High School Gymnasium, Brockton, Massachusetts |                                                                                |
| Victoria                                           | 21-0-1 | Jimmy Owens             | SD   | 10             | 1975-04-14 | Boston Arena, Boston, Massachusetts                     |                                                                                |
| Victoria                                           | 20-0-1 | Joey Blair              | KO   | 2 (10), 2:22   | 1975-03-31 | Harvard Club of Boston, Boston, Massachusetts           |                                                                                |
| Victoria                                           | 19-0-1 | Dornell Wigfall         | KO   | 6 (10), 1:25   | 1975-02-15 | Brockton High School Gymnasium, Brockton, Massachusetts |                                                                                |
| Victoria                                           | 18-0-1 | DC Walker               | TKO  | 2 (10)         | 1974-12-20 | Boston Garden, Boston, Massachusetts                    |                                                                                |
| Empate                                             | 17-0-1 | Sugar Ray Seales        | PTS  | 10             | 1974-11-26 | Seattle Center Coliseum, Seattle, Washington            |                                                                                |
| Victoria                                           | 17–0   | George Green            | KO   | 1 (10), 0:30   | 1974-11-16 | Brockton, Massachusetts                                 |                                                                                |
| Victoria                                           | 16–0   | Morris Jordan           | TKO  | 4 (10), 2:20   | 1974-10-29 | Brockton High School Gymnasium, Brockton, Massachusetts |                                                                                |
| Victoria                                           | 15–0   | Sugar Ray Seales        | UD   | 10             | 1974-08-30 | WNAC-TV Studio, Boston, Massachusetts                   |                                                                                |
| Victoria                                           | 14–0   | Peachy Davis            | KO   | 1 (10), 1:00   | 1974-08-13 | Sargent Field, New Bedford, Massachusetts               |                                                                                |
| Victoria                                           | 13–0   | Bobby Williams          | TKO  | 3 (10)         | 1974-07-16 | Boston Arena, Boston, Massachusetts                     |                                                                                |
| Victoria                                           | 12–0   | Curtis Phillips         | TKO  | 5 (10)         | 1974-05-30 | Exposition Building, Portland, Maine                    |                                                                                |
| Victoria                                           | 11–0   | James Redford           | TKO  | 2 (10)         | 1974-05-04 | Brockton High School Gymnasium, Brockton, Massachusetts |                                                                                |
| Victoria                                           | 10–0   | Tracy Morrison          | TKO  | 8 (10)         | 1974-04-05 | WNAC-TV Studio, Boston, Massachusetts                   |                                                                                |
| Victoria                                           | 9–0    | Bob Harrington          | KO   | 5 (10)         | 1974-02-05 | Boston Garden, Boston, Massachusetts                    |                                                                                |
| Victoria                                           | 8–0    | James Redford           | KO   | 4 (8)          | 1973-12-18 | Boston, Massachusetts                                   |                                                                                |
| Victoria                                           | 7–0    | Manny Freitas           | TKO  | 1 (8), 1:33    | 1973-12-06 | Exposition Building, Portland, Maine                    |                                                                                |
| Victoria                                           | 6–0    | Cocoa Kid               | KO   | 2 (8)          | 1973-11-17 | Brockton, Massachusetts                                 |                                                                                |
| Victoria                                           | 5–0    | Cove Green              | TKO  | 4 (8)          | 1973-10-26 | Brockton High School Gymnasium, Brockton, Massachusetts |                                                                                |
| Victoria                                           | 4–0    | Dornell Wigfall         | PTS  | 8              | 1973-10-06 | Brockton High School Gymnasium, Brockton, Massachusetts |                                                                                |
| Victoria                                           | 3–0    | Muhammed Smith          | KO   | 2 (6)          | 1973-08-08 | Boston Arena, Boston, Massachusetts                     |                                                                                |
| Victoria                                           | 2–0    | Sonny Williams          | UD   | 6              | 1973-07-25 | Boston Arena, Boston, Massachusetts                     |                                                                                |
| Victoria                                           | 1–0    | Terry Ryan              | KO   | 2 (4)          | 1973-05-18 | Brockton High School Gymnasium, Brockton, Massachusetts | Debut Profesional.                                                             |